# Hillia foldatsii
Hillia foldatsii är en måreväxtart som beskrevs av Julian Alfred Steyermark. Hillia foldatsii ingår i släktet Hillia och familjen måreväxter. Inga underarter finns listade i Catalogue of Life.